# Богнатово
Богнатово (укр. Богнатове) — село, относится к Раздельнянскому району Одесской области Украины.
Население по переписи 2001 года составляло 9 человек. Почтовый индекс — 67443. Телефонный код — 4853. Занимает площадь 0,053 км². Код КОАТУУ — 5123981702.

## Местный совет
67442, Одесская обл., Раздельнянский р-н, с. Еремеевка